# Distrito de Storstrøm
El distrito de Storstrøm (Storstrøms Amt en danés) era uno de los 16 distritos en que se dividía administrativamente Dinamarca hasta 2006. Comprendía principalmente la parte meridional de la isla de Selandia (Sjælland) más las islas de Møn, Falster, Lolland y algunas islas menores. Su capital era la ciudad de Nykøbing Falster.
A partir del 1 de enero de 2007, el distrito fue integrado en la nueva región de Selandia, como parte de la reforma administrativa implementada en el país.

## Escudo de armas
El escudo del distrito estaba compuesto por la figura de un ganso representando la Torre del Ganso del castillo de Vordingborg, representando al condado de Præstø, y dos serpientes marinas (lindworms) que representaban al condado de Maribo. Ambos símbolos estaban sobre un campo azul separados por una corriente plateada que representaba al estrecho de Storstrømmen. 
Con el correr de los años, el escudo comenzó a ser reemplazado por un logotipo, en el que se presentaban los puentes de Farø que cruzan el estrecho, uniendo los territorios del norte y del sur del distrito.

## Comunas
Antes de su disolución en 2007, el distrito estaba compuesto por 24 comunas:
| - Fakse - Fladså - Holeby - Holmegaard - Højreby - Langebæk - Maribo - Møn - Nakskov - Nykøbing Falster - Nysted - Næstved | - Nørre Alslev - Præstø - Ravnsborg - Rudbjerg - Rødby - Rønnede - Sakskøbing - Stevns - Stubbekøbing - Suså - Sydfalster - Vordingborg |